# Coppa del Mondo giovani di slittino 2000
La Coppa del Mondo giovani di slittino 1999/2000 fu la terza edizione del circuito mondiale dello slittino relativo alla categoria giovani -che all'epoca veniva indicata come juniores I-, manifestazione organizzata annualmente dalla FIL; iniziò il 4 dicembre 1999 ad Oberhof in Germania e si concluse il 5 febbraio 2000 a Schönau am Königssee in Germania e si svolse in contemporanea alla medesima competizione riservata agli juniores. Si disputarono dieci gare: cinque prove nel singolo donne ed altrettante nel singolo uomini in cinque differenti località; per stilare la graduatoria finale venne scartato il peggior risultato di coloro che disputarono tutte le tappe.
Le coppe di cristallo, trofeo conferito ai vincitori del circuito, furono assegnate alla tedesca Anja Eberhard per quanto concerne il singolo donne ed al canadese Jeff Christie nel singolo uomini.

## Calendario
| Tappa  | Località             | Pista                           | Data             | Singolo | Singolo |
| Tappa  | Località             | Pista                           | Data             | Donne   | Uomini  |
| ------ | -------------------- | ------------------------------- | ---------------- | ------- | ------- |
| 1      | Oberhof              | Pista di Oberhof                | 4 dicembre 1999  | ●       | ●       |
| 2      | Innsbruck            | Olympia Eiskanal Innsbruck-Igls | 18 dicembre 1999 | ●       | ●       |
| 3      | Sigulda              | Pista di Sigulda                | 15 gennaio 2000  | ●       | ●       |
| 4      | Winterberg           | Eisarena Winterberg             | 22 gennaio 2000  | ●       | ●       |
| 5      | Schönau am Königssee | Eisarena Königssee              | 5 febbraio 2000  | ●       | ●       |
| Totale | Totale               | Totale                          | Totale           | 5       | 5       |

## Risultati

### Singolo donne
| Data             | Località             | Nazione  | Prima classificata     | Seconda classificata    | Terza classificata          | RU          |
| ---------------- | -------------------- | -------- | ---------------------- | ----------------------- | --------------------------- | ----------- |
| 4 dicembre 1999  | Oberhof              | Germania | Anja Eberhard Germania | Anja Huber Germania     | Nina Reithmayer Austria     |             |
| 18 dicembre 1999 | Innsbruck            | Austria  | Anja Eberhard Germania | Nina Reithmayer Austria | Anja Huber Germania         | [ 3 ] [ 4 ] |
| 15 gennaio 2000  | Sigulda              | Lettonia | Maija Tīruma Lettonia  | Aija Katkovska Lettonia | Vika Gatker Stati Uniti     |             |
| 22 gennaio 2000  | Winterberg           | Germania | Anja Eberhard Germania | Anja Huber Germania     | Stefanie Kappen Germania    |             |
| 5 febbraio 2000  | Schönau am Königssee | Germania | Anja Eberhard Germania | Anja Huber Germania     | Sabine Würtenberger Austria |             |

### Singolo uomini
| Data             | Località             | Nazione  | Primo classificato    | Secondo classificato         | Terzo classificato        | RU                |
| ---------------- | -------------------- | -------- | --------------------- | ---------------------------- | ------------------------- | ----------------- |
| 4 dicembre 1999  | Oberhof              | Germania | Jeff Christie Canada  | Patrick Dietzsch Germania    | Andreas Graitl Germania   |                   |
| 18 dicembre 1999 | Innsbruck            | Austria  | Jeff Christie Canada  | Christian Eigentler Austria  | Armin Pfister Austria     | [ 5 ] [ 6 ] [ 7 ] |
| 15 gennaio 2000  | Sigulda              | Lettonia | Jeff Christie Canada  | Joseph McShinsky Stati Uniti | Petr Kitzberger Rep. Ceca |                   |
| 22 gennaio 2000  | Winterberg           | Germania | Jeff Christie Canada  | Nico Oetzel Germania         | Andreas Graitl Germania   |                   |
| 5 febbraio 2000  | Schönau am Königssee | Germania | Armin Pfister Austria | Andreas Graitl Germania      | Patrick Dietzsch Germania |                   |

## Classifiche

### Singolo donne
| Pos. | Nome                | Nazione     | Risultati ottenuti | Risultati ottenuti | Risultati ottenuti | Risultati ottenuti | Risultati ottenuti | Punti totali |
| Pos. | Nome                | Nazione     | OBE                | INN                | SIG                | WIN                | KÖN                | Punti totali |
| ---- | ------------------- | ----------- | ------------------ | ------------------ | ------------------ | ------------------ | ------------------ | ------------ |
| 1    | Anja Eberhard       | Germania    | 1                  | 1                  | –                  | 1                  | 1                  | 400          |
| 2    | Anja Huber          | Germania    | 2                  | 3                  | –                  | 2                  | 2                  | 325          |
| 3    | Vika Gatker         | Stati Uniti | 4                  | 6                  | 3                  | 4                  | 7                  | 240          |
| 4    | Maija Tīruma        | Lettonia    | –                  | 14                 | 1                  | 7                  | 5                  | 229          |
| 5    | Nina Reithmayer     | Austria     | 3                  | 2                  | –                  | –                  | 6                  | 205          |
| 6    | Stefanie Kappen     | Germania    | 12                 | 9                  | –                  | 3                  | 4                  | 201          |
| 7    | Julia Clukey        | Stati Uniti | 14                 | 8                  | 5                  | 5                  | 10                 | 188          |
| 8    | Sabine Würtenberger | Austria     | 6                  | 4                  | –                  | –                  | 3                  | 180          |
| 9    | Mélanie Ougier      | Francia     | 11                 | 10                 | –                  | 6                  | 9                  | 159          |
| 10   | Maija Petuchova     | Russia      | 8                  | 11                 | –                  | 8                  | 11                 | 152          |

### Singolo uomini
| Pos. | Nome             | Nazione     | Risultati ottenuti | Risultati ottenuti | Risultati ottenuti | Risultati ottenuti | Risultati ottenuti | Punti totali |
| Pos. | Nome             | Nazione     | OBE                | INN                | SIG                | WIN                | KÖN                | Punti totali |
| ---- | ---------------- | ----------- | ------------------ | ------------------ | ------------------ | ------------------ | ------------------ | ------------ |
| 1    | Jeff Christie    | Canada      | 1                  | 1                  | 1                  | 1                  | 21                 | 400          |
| 2    | Patrick Dietzsch | Germania    | 2                  | 4                  | –                  | 4                  | 3                  | 275          |
| 3    | Andreas Graitl   | Germania    | 3                  | 15                 | –                  | 3                  | 2                  | 251          |
| 4    | Joseph McShinsky | Stati Uniti | 4                  | 5                  | 2                  | 8                  | 12                 | 242          |
| 5    | Nico Oetzel      | Germania    | 5                  | 16                 | –                  | 2                  | 4                  | 225          |
| 6    | Logan Gastio     | Stati Uniti | 9                  | 9                  | 4                  | 7                  | 6                  | 195          |
| 7    | Armin Pfister    | Austria     | DNF                | 3                  | –                  | –                  | 1                  | 170          |
| 8    | Juris Šics       | Lettonia    | –                  | 13                 | 9                  | 6                  | 7                  | 165          |
| 9    | Preston Griffall | Stati Uniti | 8                  | 17                 | 6                  | 12                 | 9                  | 163          |
| 10   | Bernhard Prinoth | Italia      | 12                 | 6                  | –                  | 5                  | 22                 | 156          |